# 서울나래학교
서울나래학교는 서울특별시 서초구 행정동 내곡동, 법정동염곡동에 소재하는 공립 특수학교이다. 중도중복 지체장애 학생을 위한 교육환경을 만들기 위해 유치원, 초등학교, 중학교, 고등학교, 전공과 과정이 통합된 형태의 학교이다.

## 연혁
- 2019년 9월 1일 : 이전한 옛 서울언남초등학교 부지에 개교[1]